# SPDR Gold Shares
Der SPDR Gold Shares (oder auch: SPDR Gold Trust, ISIN US78463V1070) ist ein börsengehandelter Fonds (ETF) der SPDR-Familie, der die Wertentwicklung des Rohstoffes Gold nachbildet. Er wird von State Street Global Advisors, dem Anlageverwaltungsarm der State Street Corporation, verwaltet und vermarktet.
Dieser ETF verbrieft einen Anteil an Goldbarren. Der SPDR Gold Shares wurde entworfen, um den Preis einer Zehntel Goldunze nachzuvollziehen. Wenn der Anteilspreis sich vom Goldpreis unterscheidet, tauscht der Fonds-Manager Blöcke von jeweils 100.000 Anteilen gegen 10.000 Feinunzen Gold. Dieses Vorgehen hält den Preis des ETF ungefähr in Übereinstimmung mit dem Goldpreis, auch wenn der Preis sich täglich auseinanderentwickeln kann.
Für einige Jahre war der Fonds der zweitgrößte ETF der Welt. Stand Juni 2012 ist es der sechstgrößte in den Vereinigten Staaten und weiterhin das größte börsengehandelte Goldprodukt.
Am 31. Oktober 2012 besaß der Fonds 42.963.411,100 Feinunzen Gold (1336,30 Tonnen), was einem Anlagewert von etwa 74 Milliarden US-Dollar entsprach. Seit 11. Dezember 2012 ist ein steter Abfluss der Gold-Anlagen zu beobachten. Am 31. Juli 2015 erreichten sie mit nur noch 21.628.064,600 Feinunzen Gold (672,70 Tonnen) den bisher niedrigsten Stand seit dem 19. September 2008.
SPDR Gold Shares ist einer der zehn größten Gold-Inhaber der Welt, hinter Frankreich und vor China.

## Geschichte
Im November 2004 wurde der Fonds von State Street Global Advisors an der New York Stock Exchange gelistet, mit Unterstützung des World Gold Council. Seit dem 13. Dezember 2007 und nach einer Namensänderung am 20. Mai 2008, wird der SPDR Gold Shares an der NYSE Arca gehandelt. Er wird außerdem noch an den Börsen in Singapur, Tokyo und Hong Kong gehandelt.

## Management
Das Fondsvermögen wird in Form von London Good Delivery Gold-Barren (400 oz.) gehalten und bei der HSBC Bank USA in ihrem Londoner Tresorraum oder deren Partnern verwahrt. Der ETF zahlt hierfür eine jährliche Gebühr in Höhe von 0,4 % des Bestandes.

## Kritik
Der Fonds wurde von Catherine Austin Fitts und Carolyn Betts für seine hochgradig komplexe Struktur sowie wegen seines Wertpapierprospekts kritisiert, außerdem wegen möglicher Interessenkonflikte in Zusammenhang mit HSBC und JPMorgan Chase, von denen angenommen wird, dass sie riesige Short-Positionen in Gold halten, und insgesamt wegen eines Mangels an Transparenz. Einige Kritiker vergleichen den ETF mit hypothekenbesicherten Wertpapieren (englisch mortgage-backed securities) und Collateralized Debt Obligations.
Diese Probleme des SPDR Gold Trust sind nicht unbedingt einzigartig für einen Fonds, dennoch, als einer der vorherrschenden Gold-ETFs, hat der Fonds die ausgiebigste Analyse erfahren.

## Zulassung in Deutschland
Der ETF ist in Deutschland nicht zugelassen, da Fonds laut Gesetz diversifizieren müssen, was bei einem Gold-ETF naturgemäß nicht gegeben ist. Dadurch können in Deutschland Gold-Produkte nur als Inhaberschuldverschreibung angeboten werden, z. B. als ETCs, jedoch mit den entsprechenden Emittentenrisiken.